# 唪口
唪口，是臺灣臺南市新化區的一個傳統地域名稱，位於該區西部略偏北。相較於今日行政區，其範圍大致包括唪口里不含西北部、北勢里南部不含其西側邊界地帶、協興里不含西南部及西部邊界地帶、太平里西部邊界地帶中央大段。
本地區境內主要聚落為唪口、營盤後，設有大新國小。

## 歷史
台灣日治初期，唪口地區為一街庄，稱為「唪口庄」（舊制街庄），隸屬於廣儲東里。該庄昔日北與北勢庄為鄰，東與大目降街為鄰，南邊為洋仔庄，西邊為王田庄，西北邊為車行庄。
1901年（日治明治三十四年）11月11日，全台廢縣廳改設二十廳，該庄隸屬於臺南廳。1904年（明治三十七年）3月31日，該庄編入「廣儲區」，隸屬於臺南廳。1909年（明治四十二年）10月25日，全台合併二十廳為十二廳，廣儲區仍隸屬於臺南廳。1920年（大正九年）10月1日，全台地方制度大改正，廢十二廳改設五州二廳，該庄改制為「唪口」大字，隸屬於臺南州新化郡新化街（新制街庄）。
戰後新化街改制為新化鎮，隸屬於臺南縣，大字亦改制為里。1950年（民國39年）10月25日，雲、嘉、南分治，新化鎮仍隸屬於臺南縣。2010年（民國99年）12月25日，臺南縣、市合併為直轄臺南市，新化鎮改制為新化區。

## 聚落
本地區發展較早的聚落為唪口、營盤後，在日治初期的官方地圖上已有記載。

## 交通
省道台19甲線是鹽水至赤崁的幹道，經過本地區東北端。由該道路北行可前往新市區、善化區、麻豆區、下營區等地；南行可前往新化區新化市區、關廟區、高雄市阿蓮區、岡山區等地。
省道台20線是臺南至德高的幹道，其中部分路段稱為「南橫公路」（目前並未全線通車），經過本地區東南部的營盤後聚落。由該道路西行可前往永康區、北區、中西區，並止於湯德章紀念公園圓環；東行可前往新化區新化市區、山上區南端、左鎮區、玉井區等地。
市道180甲線是大灣至新化的道路，其東側端點（終點）位於本地區南部邊界地帶東側的營盤後聚落內中山路路口，由此向西南可前往永康區南部，並止於市道180號路口。
區道南144線是永就至新化的道路，其南側端點（終點）位於本地區南部邊界地帶偏東、營盤後聚落的中正路路口，由此向西北會經過本地區唪口聚落。
區道南144-1線是北勢至新化的道路，經過本地區東北部。

## 學校
- 大新國小